# Női 3000 méteres akadályfutás a 2023-as atlétikai világbajnokságon
A 2023-as atlétikai világbajnokságon a női 3000 méteres akadályfutás selejtezőfutamait augusztus 23-án, míg a döntőjét augusztus 27-én rendezték meg Budapesten, a Nemzeti Atlétikai Központban.
A győzelmet a barhreini Winfred Mutile Yavi szerezte meg, a világ idei leggyorsabb idejével, 8:54,29 perccel. A versenyszám legnagyobb esélyesei a kenyai Jackline Chepkoech és Beatrice Chepkoech voltak, ráadásul Jackline nagyon jó formában volt; a 19 éves futónő tavaly megnyerte a Nemzetközösségi játékok címét Birminghamben, valamint 2023. július 23-án, a Londoni Gyémánt Ligában először áttörte a kilencperces időkorlátot, és majdnem hét másodperccel Beatrice Chepkoech  előtt ért célba 8:57,35-tel. A budapesti világbajnokság nem sikerült jól számára, csak kilencedik lett 9:14,72-vel. 
A 32 éves Beatrice Chepkoech, aki 2018-ban Monacóban 8:44,32-es világcsúcsot állított fel, majd 2019-ben világbajnoki aranyat szerzett, nagyon jó iramban körözött, csak a bahreini Winfred Mutile Yavi tudta vele tartani tempót, nagyjából két méterrel mögötte. Az utolsó előtti körig, ugyanis Yavi, aki az előző két világbajnoki döntőben negyedikként ért célba, fokozta a sebességét, hogy győztesként állhasson fel a dobogóra. Folyamatosan csökkentette a távolságot a vezető kenyai mögött, majd az utolsó kört jelző csengőszóra már meg is előzte Beatrice-t és előretört. A 23 éves Yavi 8:54,29-cel szelte át a célvonalat, ami minden idők ötödik leggyorsabb ideje. Az idősebb Chepkoech, Beatrice, több mint négy másodperccel maradt alul, és 8:58,98 időeredménye ezüstérmet ért. Kenyai csapattársa, a 19 éves U20-as világbajnok Faith Cherotich nyakába akasztották a bronzérmet, aki majdnem 5 másodperccel előzte meg a negyedik helyezettet, ez egyúttal az első dobogós helyezése felnőtt világversenyen.
Ennek a versenyszámnak nem volt magyar indulója.

## Rekordok
A versenyt megelőzően a következő rekordok voltak érvényben:
| Rekord                                                 | Versenyző és nemzetisége        | Időeredmény | Helyszín                          | Dátum               |
| ------------------------------------------------------ | ------------------------------- | ----------- | --------------------------------- | ------------------- |
| Világrekord                                            | Beatrice Chepkoech (KEN)        | 8:44,32     | Monte-Carlo, Monaco               | 2018. július 20.    |
| Világbajnoki rekord                                    | Norah Jeruto (KAZ)              | 8:53,02     | Eugene, Amerikai Egyesült Államok | 2022. július 20.    |
| Világ legjobb idei eredménye                           | Jackline Chepkoech (KEN)        | 8:57,35     | London, Nagy-Britannia            | 2023. július 23.    |
| Afrika rekord                                          | Jackline Chepkoech (KEN)        | 8:44,32     | Monte-Carlo, Monaco               | 2018. július 20.    |
| Ázsia rekord                                           | Ruth Jebet (BHR)                | 8:52,78     | Párizs, Franciaország             | 2016. augusztus 27. |
| Észak-, valamint Közép-Amerika és Karibi-térség rekord | Courtney Frerichs (USA)         | 8:57,77     | Eugene, Amerikai Egyesült Államok | 2021. augusztus 21. |
| Dél-Amerika rekord                                     | Tatiane Raquel da Silva (BRA)   | 9:24,38     | Watford, Nagy-Britannia           | 2022. június 11.    |
| Európa rekord                                          | Gulnara Szamitova-Galkina (RUS) | 8:58,81     | Peking, Kína                      | 2008. augusztus 17. |
| Óceániai rekord                                        | Genevieve Lacaze (AUS)          | 9:14,28     | Párizs, Franciaország             | 2016. augusztus 27. |

## Kvalifikációs rendszer
A világbajnokságnak erre a versenyszámára 9:23,00 perces időeredménnyel lehetett automatikus kvalifikációt kivívni.

## Időbeosztás
Az események időbeosztása helyi időben (UTC+2) a következők voltak:
| Dátum         | Kezdési időpont | Kör        |
| ------------- | --------------- | ---------- |
| Augusztus 23. | 19:35           | Selejtezők |
| Augusztus 27. | 21:05           | Döntő      |

## Eredmények
Az időeredmények perc:másodpercben értendők. A rövidítések jelentése a következő:
| - WR: világrekord - CR: világbajnoki rekord - WL: világ legjobb eredménye 2023-ban - AR: kontinentális rekord - NR: országos rekord - PB: egyéni legjobb eredménye | - SB: 2023-ban az addigi legjobb eredménye - Q: időeredmény alapján továbbjutott - q: helyezés alapján továbbjutott - DNS: nem indult a futamon - DNF: nem ért célba - DQ: kizárták |

### Selejtezők
A selejtezők futamait 2023. augusztus 23-án rendezték meg, melyeken a 35 versenyzőt 3 selejtezőfutamra osztották be. Minden futam első 5 helyezettje ( Q ) kvalifikálta magát a döntőbe.
| H  | F | Név                     | Nemzet           | E        | Mj    |
| -- | - | ----------------------- | ---------------- | -------- | ----- |
| 1  | 3 | Jackline Chepkoech      | Kenya            | 9:16,41  | Q     |
| 2  | 3 | Zerfe Wondemagegn       | Etiópia          | 9:16,97  | Q     |
| 3  | 3 | Luiza Gega              | Albánia          | 9:17,71  | Q     |
| 4  | 1 | Winfred Mutile Yavi     | Bahrein          | 9:19,18  | Q     |
| 5  | 1 | Beatrice Chepkoech      | Kenya            | 9:19,22  | Q     |
| 6  | 2 | Faith Cherotich         | Kenya            | 9:19,55  | Q     |
| 7  | 2 | Sembo Almayew           | Etiópia          | 9:19,60  | Q     |
| 8  | 2 | Peruth Chemutai         | Uganda           | 9:20,03  | Q     |
| 9  | 1 | Lomi Muleta             | Etiópia          | 9:20,13  | Q     |
| 10 | 3 | Alice Finot             | Franciaország    | 9:20,27  | Q     |
| 11 | 1 | Courtney Wayment        | Egyesült Államok | 9:20,60  | Q     |
| 12 | 2 | Maruša Mišmaš-Zrimšek   | Szlovénia        | 9:21,79  | Q     |
| 13 | 1 | Marwa Bouzayani         | Tunézia          | 9:23,07  | Q     |
| 14 | 1 | Alicja Konieczek        | Lengyelország    | 9:23,45  | PB    |
| 15 | 3 | Olivia Gürth            | Németország      | 9:24,28  | Q, PB |
| 16 | 2 | Parul Chaudhary         | India            | 9:24,29  | Q, PB |
| 17 | 1 | Aimee Pratt             | Nagy-Britannia   | 9:26,37  |       |
| 18 | 1 | Regan Yee               | Kanada           | 9:26,39  |       |
| 19 | 2 | Ceili McCabe            | Kanada           | 9:29,30  |       |
| 20 | 2 | Cara Feain-Ryan         | Ausztrália       | 9:29,60  | PB    |
| 21 | 3 | Greta Karinauskaitė     | Litvánia         | 9:30,28  |       |
| 22 | 3 | Kristlin Gear           | Egyesült Államok | 9:30,61  |       |
| 23 | 3 | Amy Cashin              | Ausztrália       | 9:31,07  | PB    |
| 24 | 1 | Marta Serrano           | Spanyolország    | 9:31,82  |       |
| 25 | 3 | Irene Sánchez-Escribano | Spanyolország    | 9:31,97  |       |
| 26 | 2 | Carolina Robles         | Spanyolország    | 9:34,41  |       |
| 27 | 2 | Flavie Renouard         | Franciaország    | 9:39,91  |       |
| 28 | 2 | Emma Coburn             | Egyesült Államok | 9:41,52  |       |
| 29 | 2 | Aneta Konieczek         | Lengyelország    | 9:45,61  |       |
| 30 | 2 | Daisy Jepkemei          | Kazahsztán       | 9:46,23  |       |
| 31 | 1 | Tuğba Güvenç            | Törökország      | 9:50,96  |       |
| 32 | 1 | Brielle Erbacher        | Ausztrália       | 9:57,11  |       |
| 33 | 1 | Nataliya Strebkova      | Ukrajna          | 10:02,20 |       |
| 34 | 3 | Juliane Hvid            | Dánia            | 10:09,41 |       |
| 35 | 3 | Tatiane Raquel da Silva | Brazília         | 10:19,80 |       |

### Döntő
A döntőt 2023. augusztus 27-én 21:05-kor rendezték meg.
| H  | Név                   | Nemzet           | E       | Mj |
| -- | --------------------- | ---------------- | ------- | -- |
| 1  | Winfred Mutile Yavi   | Bahrein          | 8:54,29 | WL |
| 2  | Beatrice Chepkoech    | Kenya            | 8:58,98 | SB |
| 3  | Faith Cherotich       | Kenya            | 9:00,69 | PB |
| 4  | Zerfe Wondemagegn     | Etiópia          | 9:05,51 |    |
| 5  | Alice Finot           | Franciaország    | 9:06,15 | NR |
| 6  | Maruša Mišmaš-Zrimšek | Szlovénia        | 9:06,37 | NR |
| 7  | Peruth Chemutai       | Uganda           | 9:10,26 | PB |
| 8  | Luiza Gega            | Albánia          | 9:10,27 | SB |
| 9  | Jackline Chepkoech    | Kenya            | 9:14,72 |    |
| 10 | Marwa Bouzayani       | Tunézia          | 9:15,07 |    |
| 11 | Parul Chaudhary       | India            | 9:15,31 | NR |
| 12 | Lomi Muleta           | Etiópia          | 9:15,36 |    |
| 13 | Sembo Almayew         | Etiópia          | 9:18,25 |    |
| 14 | Olivia Gürth          | Németország      | 9:20,08 | PB |
| 15 | Courtney Wayment      | Egyesült Államok | 9:25,90 |    |